# Walter Wink

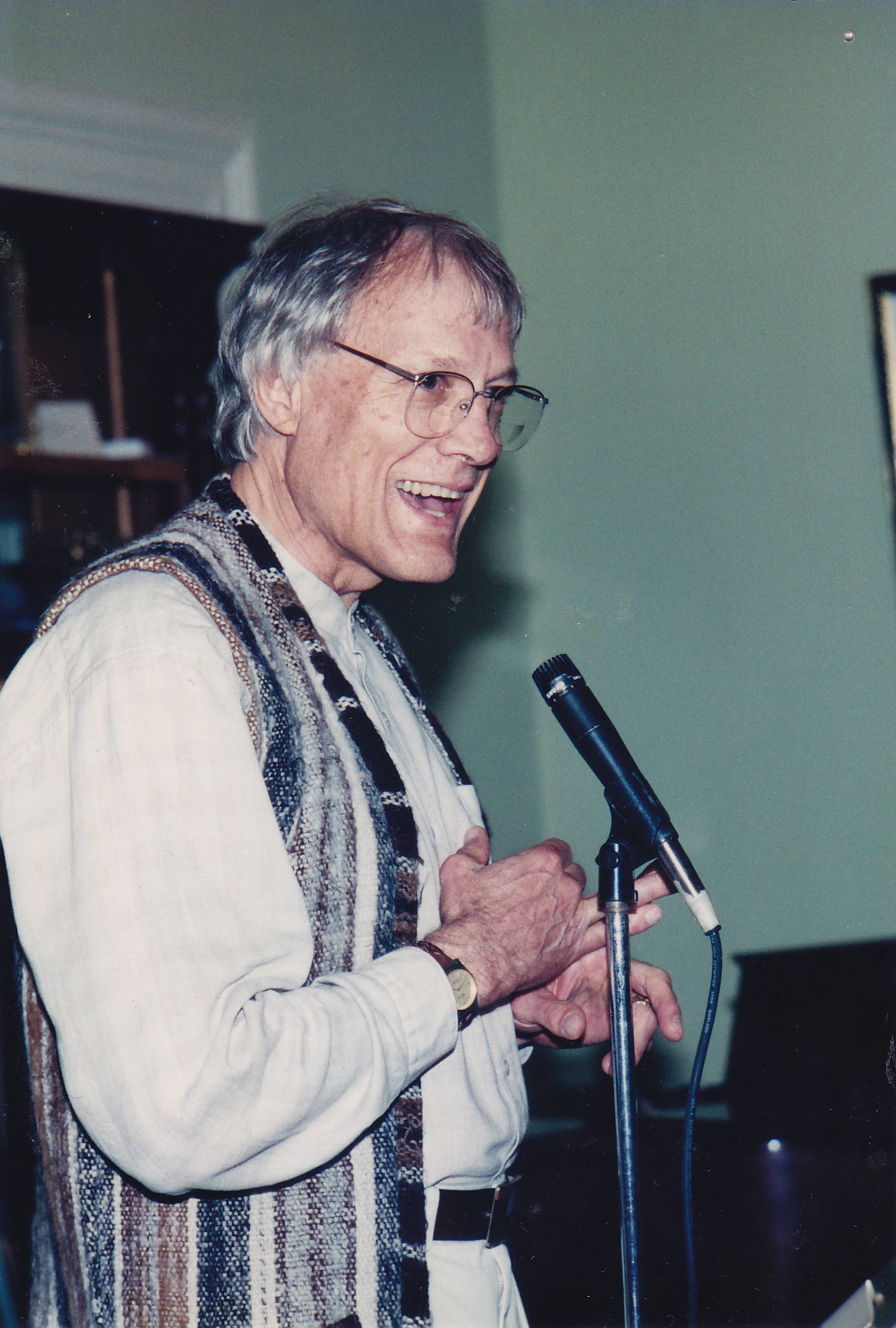
Walter Wink

Walter Wink (21 mei 1935 – 19 mei 2012) was een Amerikaanse theoloog en activist en een belangrijk figuur in het vrijzinnig protestantisme. 

## Denkbeelden
Wink is vooral bekend om zijn bepleiten van geweldloos verzet en zijn studies over 'de krachten en de machten' in zijn trilogie Naming the Powers (1984), Unmasking the Powers (1986) en Engaging the Powers (1992), en latere bewerkingen in zijn When the Powers Fall (1998) en The Powers that Be (1999, vertaald als: De heersende machten). Wink muntte tevens de term "de mythe van reddend geweld" ("the myth of redemptive violence"). Daarmee bedoelt hij dat veel religies en ideologieën in hun basisverhalen strijd als enige mogelijkheid tot bevrijding zien. In het evangelie van Jezus zag hij een eerste en unieke andere mogelijkheid: een kans op geweldloos verzet. 

## Trivia
Een van Winks zonen (Chris Wink) was een van de oprichters van de Blue Man Group.